# 断熱過程
断熱過程（だんねつかてい、英: adiabatic process）とは、外部との熱のやりとり（熱接触）がない状況で、系をある状態から別の状態へと変化させる熱力学的な過程である。

## 概要
エントロピーは断熱過程における不可逆性を特徴付ける状態量であり、系が断熱的に状態を遷移する前後でのエントロピーの変化は
{\displaystyle \Delta _{\text{ad}}S\geq 0}
である。等号が成り立つのは逆向きの遷移が可能な場合に限られ、不可逆な遷移ではエントロピーが増加する。これはエントロピー増大則と呼ばれ、熱力学第二法則の表現の一つである。
熱力学第一法則から、閉鎖系が状態を遷移する間に外部から流入する熱 Q は、系が外部に行う仕事 W と、状態を遷移する前後での内部エネルギーの変化 ΔU との間に Q = W + ΔU が成り立つ。断熱過程においては Qad = 0 なので
{\displaystyle W_{\text{ad}}=-\Delta _{\text{ad}}U}
となる。外部との熱の移動を遮断した状態で系が外部に仕事をすると内部エネルギーが減少し、逆に外部から系に仕事をすると内部エネルギーが増加することを意味している。多くの場合、内部エネルギーが増加すると温度は上昇し、内部エネルギーが減少すると温度は低下する。
特に流体の場合、圧縮することは外部から系に仕事をすることを意味し、温度が上昇する（断熱圧縮）。また、系が膨張して外部に仕事をすると、系の温度が低下する（断熱膨張）。ただし、膨張する際に仕事をしないようにもできて、これは断熱自由膨張と呼ばれる。

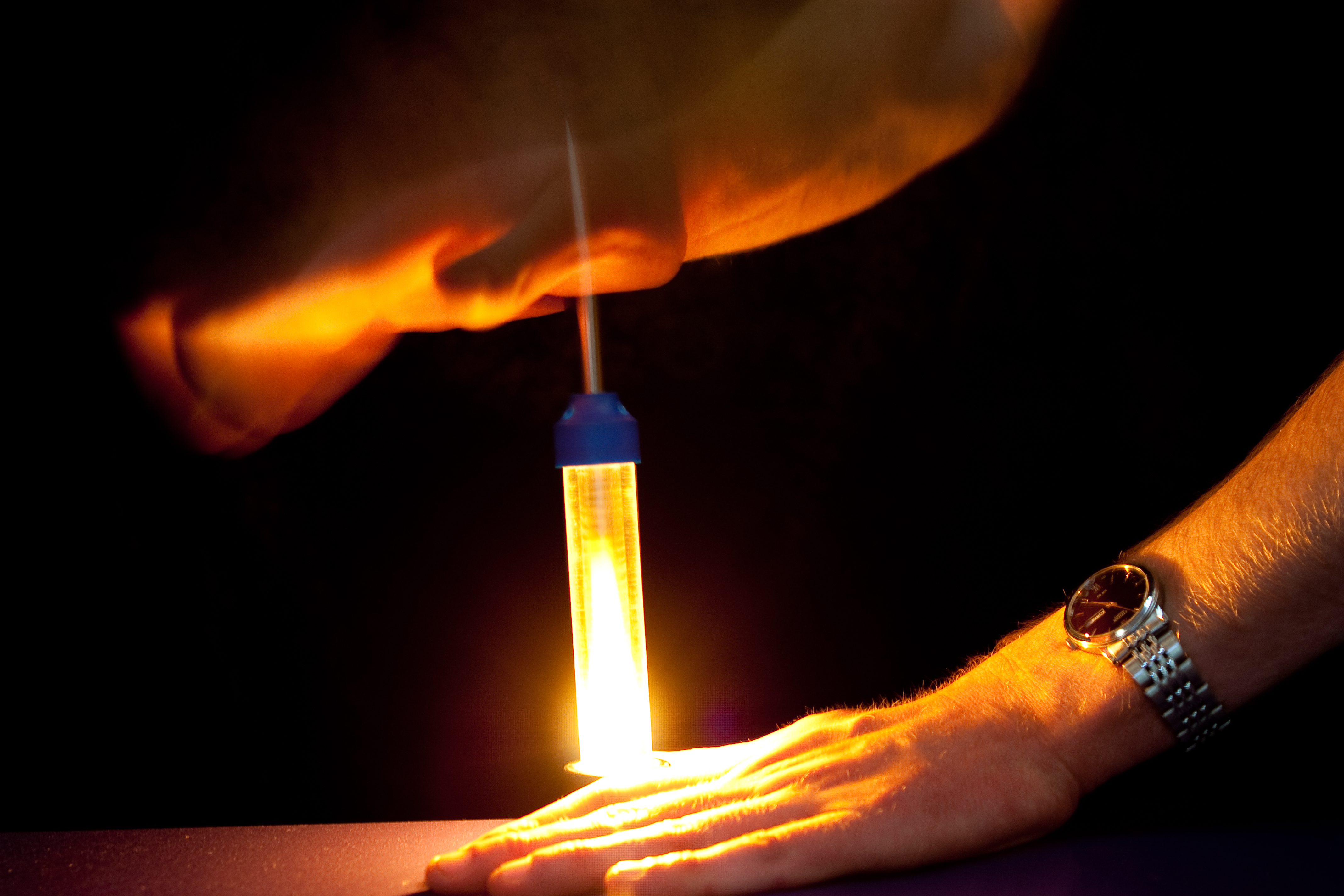
圧気発火器による発火実験の観察

瞬間的な圧縮では熱が殆ど移動しないため、断熱圧縮で温度が上昇する。この原理を利用した発火装置として圧気発火器がある。この装置は密閉したシリンダにピストンが入った構造をしており、ピストンでシリンダ内の空気を急激に圧縮することで温度が上昇して火口に火をつける。東南アジアなどで用いられていたほか、アクリルやガラスなど透明の筒で内部の発火を確認できる実験観察用の圧気発火器も存在する。ディーゼルエンジンでは燃料の点火に用いている。大気圏(再)突入で宇宙機が加熱されたり隕石などが燃え尽きる現象も周囲の空気の断熱圧縮による温度上昇の影響が大きな割合を占め、しばしば用いられる空気との摩擦のみを温度上昇の原因とする説明は、その割合はゼロではないものの、間違いと言える。

## 準静的断熱過程
準静的過程では系が常に平衡にあるとみなされるため、系の変化の無限小の極限をとることができて状態量の微分を考えることができる。特にエントロピーの微分 dS は無限小の過程で系に流入する無限小の熱 d'Q と
{\displaystyle d'Q=T\,dS}
で関係付けられる。準静的な断熱過程では
{\displaystyle dS={\frac {d'Q}{T}}=0}
であり、積分によりエントロピーの変化もない。したがって準静的断熱過程は可逆である。このため等エントロピー過程と呼ばれることもある。
準静的断熱過程と準静的等温過程からなる熱力学サイクルであるカルノーサイクルは、熱機関の熱効率の理論的な上限を与え、熱力学の理論構成によっては熱力学温度やエントロピーの定義とも密接に関わる重要な役割を果たす。

### 理想気体がする仕事

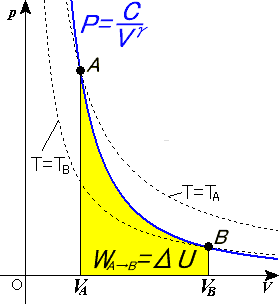
黄色の面積が外部にする仕事と等しく、内部エネルギーの増分にも等しい。

理想気体が断熱準静的に変化するとき、圧力と体積の間にはポアソンの法則
{\displaystyle pV^{\gamma }=\mathrm {const.} }
が成り立つ。断熱準静的過程の間に理想気体がする仕事はポアソンの法則を用いて具体的に求めることができる。Cを適当な定数としてポアソンの法則は
{\displaystyle p={\frac {C}{V^{\gamma }}}}
と変形できる。断熱準静的に状態AからBに変化するとき、系が外部に行う仕事は
{\displaystyle W_{A\to B}=\int _{V_{A}}^{V_{B}}pdV=\int _{V_{A}}^{V_{B}}{\frac {C}{V^{\gamma }}}dV={\frac {1}{\gamma -1}}\left({\frac {C}{V_{A}^{\gamma -1}}}-{\frac {C}{V_{B}^{\gamma -1}}}\right)}
である。ここで定数Cは{\displaystyle C=p_{A}V_{A}^{\gamma }=p_{B}V_{B}^{\gamma }}であり、理想気体の状態方程式pV = nRTとγ = 1+1/cを用いて
{\displaystyle W_{A\to B}={\frac {1}{\gamma -1}}\left({\frac {p_{A}V_{A}^{\gamma }}{V_{A}^{\gamma -1}}}-{\frac {p_{B}V_{B}^{\gamma }}{V_{B}^{\gamma -1}}}\right)={\frac {1}{\gamma -1}}(p_{A}V_{A}-p_{B}V_{B})={\frac {nR}{\gamma -1}}(T_{A}-T_{B})=ncR(T_{A}-T_{B})}
となる。
これは系が外部に行う仕事が内部エネルギーの変化に等しいことを表している。

## 断熱火炎温度
アセチレンの燃焼
C2H2 + (5/2) O2 → 2 CO2 + H2O
を考える。アセチレン1 molに対し、二酸化炭素2 mol、水1 molが生成する。燃焼前のガスの温度をT0 = 25 °C = 298.15 Kとすると、標準燃焼熱は ΔcH (T0) = -1256.8 kJ/molである。
定圧熱容量CP は温度に対し線型に変化し、CP = a + b T と表せると仮定する。さらに系外に熱は出ていかないとみなすと、
{\displaystyle \Delta _{\text{c}}H(T_{0})+\int _{T_{0}}^{T}C_{P}\mathrm {d} T=0}
となるから、
{\displaystyle {\frac {b}{2}}T^{2}+aT+c=0,\quad c=\Delta _{\text{c}}H(T_{0})-{\frac {b}{2}}T_{0}^{2}-aT_{0}}
{\displaystyle \therefore T={\frac {-a+{\sqrt {D}}}{b}},\quad D=a^{2}-2bc}
を得る。したがって、係数a , b が分かれば炎の温度T が計算できる。
ここで係数は下記の表から、CP = 2CP(CO2(g)) + CP(H2O(g)) の関係を用いて求める。実際に計算すると、
a = 2×a(CO2(g)) + a(H2O(g)) = 82.36 JK-1mol-1
b = 2×b(CO2(g)) + b(H2O(g)) = 0.09661 JK-2mol-1
c = ΔcH(T0) - (b/2)T02 - aT0 = -1285691 Jmol-1
√D = 505.18 JK-1mol-1
より、
T = 4377 K ≒ 4100℃
つまりアセチレンの炎は約4100 °Cであると分かる。

### 気体の熱容量の温度依存性
CP = a + b T の場合
| 物質   | a/JK-1mol-1 | b/10-3JK-2mol-1 |
| ------ | ----------- | --------------- |
| O2(g)  | 25.72       | 12.98           |
| H2O(g) | 30.36       | 9.61            |
| CO2(g) | 26.00       | 43.5            |